# Joseph Kaufman
Pour les articles homonymes, voir Kaufman.
Joseph Kaufman (né en 1882 à Washington et mort le 1er février 1918 à New York) était un acteur et réalisateur américain de films muet.

## Biographie
Il débute à Broadway en 1903 avec Maude Adams dans The Pretty Sister of Jose. Il finit par réaliser des films muets, nombreux courts métrages. Alors que les films américains commençaient à se développer, Kaufman fit de même et se montre particulièrement adepte et populaire en engageant de belles actrices de Broadway, y compris de son épouse Ethel Clayton. Il a dirigé Pauline Frederick, Marguerite Clark et Billie Burke. Son dernier film, The Song of Songs (1918), met en vedette Elsie Ferguson. 
En tant qu'acteur, il a eu trois dents cassées lors d'un combat à l'écran avec l'acteur Earl Metcalfe. Après sa mort des suites de la pandémie de grippe en février 1918, ses deux parents meurent également - sa mère le 9 avril 1918 et son père le 18 avril 1918.

## Filmographie

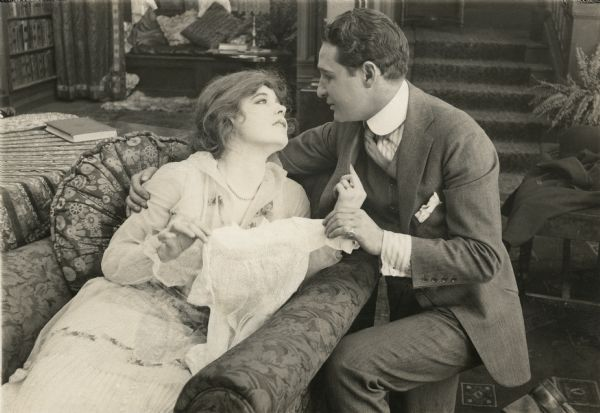
Ethel Clayton et Joseph Kaufman dans A Woman Went Forth (1915)

- 1914 : The Fortune Hunter
- 1915 : The College Widow
- 1915 : The Sporting Duchess
- 1916 : The World's Great Snare
- 1916 : Ashes of Embers
- 1916 : Nanette of the Wilds
- 1917 : Broadway Jones
- 1917 : The Amazons
- 1917 : Arms and the Girl
- 1917 : The Land of Promise
- 1917 : Shirley Kaye
- 1918 : The Song of Songs